# Lendvadedes
Lendvadedes là một thị trấn thuộc hạt Zala, Hungary. Thị trấn này có diện tích 4,02 km², dân số năm 2010 là 34 người, mật độ 8 người/km².